# Vedí
Vedí (en armeni, Վեդի) és una ciutat, capital del municipi de Vedí, a la Província d'Ararat, a Armènia. Està localitzada a la riba del riu Vedí, a 35 km al sud de Yerevan i a 18 km al sud-est d'Artaixat, capital de la província. Segons el cens del 2011, la ciutat tenia 11.384 habitants. Segons estimacions oficials del 2016, en tenia 10.600 i segons el cens del 2022, 11.066.

## Etimologia
El nom Vedí deriva del mot Àrab wadi, que significa "vall". Aquesta paraula ha estat incorporada a l'armeni a través de la llengua farsi. Vedí també és el nom que rep el riu que travessa la ciutat. La ciutat ha estat coneguda durant un temps com Verín Vedí (Vedi Alta, en armeni). El 1946 va rebre el nom oficial de Vedí.

## Geografia
Vedi està situada a 35 km al sud de Yerevan, a la riba dreta del riu Vedi, a l'est de la part fèrtil de la Plana de l'Ararat. La ciutat està a 900 quilòmetres per damunt del nivell del mar. El semi-desert de Goravan està al sud de la ciutata i les montanyes d'Urts, al nord.
El seu clima es caracteritza hiverns molt freds i nevats. La temperatura pot arribar als -32ºC. L'estiu és relativament càlid entre el maig i l'octubre, amb una temperatura mitjana d e25 ºC. La seva mitjana de precipitació és del voltatn dels 225 mm anuals.

## Història
Després de la Guerra Russo-Persa de 1826–1828 i la signatura del Tractat de Turkmantxai entre l’Iran qajar i l’Imperi Rus l’any 1828, Vedi passà a formar part de l’Imperi Rus. Durant la dècada de 1830, prop de 500 armenis foren autoritzats a traslladar-se des de la ciutat persa de Maku fins a Böyük Vedi. L’any 1849, l’assentament fou incorporat a la Governació de Yerevan de l’Imperi Rus.
Durant la segona dècada del segle xx, nombroses famílies armènies procedents de les ciutats otomanes de Van, Çatakh i Muş s’establiren a Vedi, fugint del genocidi armeni.
L’any 1918, Böyük Vedi esdevingué un gavar (districte administratiu) separat dins de la República independent d’Armènia. Durant el període de la Primera República d’Armènia (1918–1920), Böyük Vedi fou un dels principals centres de revolta musulmana contra l’autoritat armènia. El 12 de juliol de 1920, l’exèrcit armeni recuperà l’assentament de mans dels rebels túrquics locals.
Amb la sovietització d’Armènia, Böyük Vedi fou integrat al nou raion de Vedi l’any 1930. El 1946, l’assentament fou oficialment rebatejat com a Vedi. Durant les dècades de 1940 i 1950, la població armènia esdevingué majoritària a la localitat, arran d’una nova onada de famílies traslladades des de les zones de Sisian, Ieghegnadzor i Martuni. El 1963, Vedi adquirí l’estatus d’assentament de tipus urbà. L’any 1968, el raion (província ) de Vedi fou rebatejat com a raion d’Ararat.
Després de la independència d’Armènia, Vedi obtingué la categoria de ciutat en virtut de les reformes administratives de l’any 1995.

## Cultura

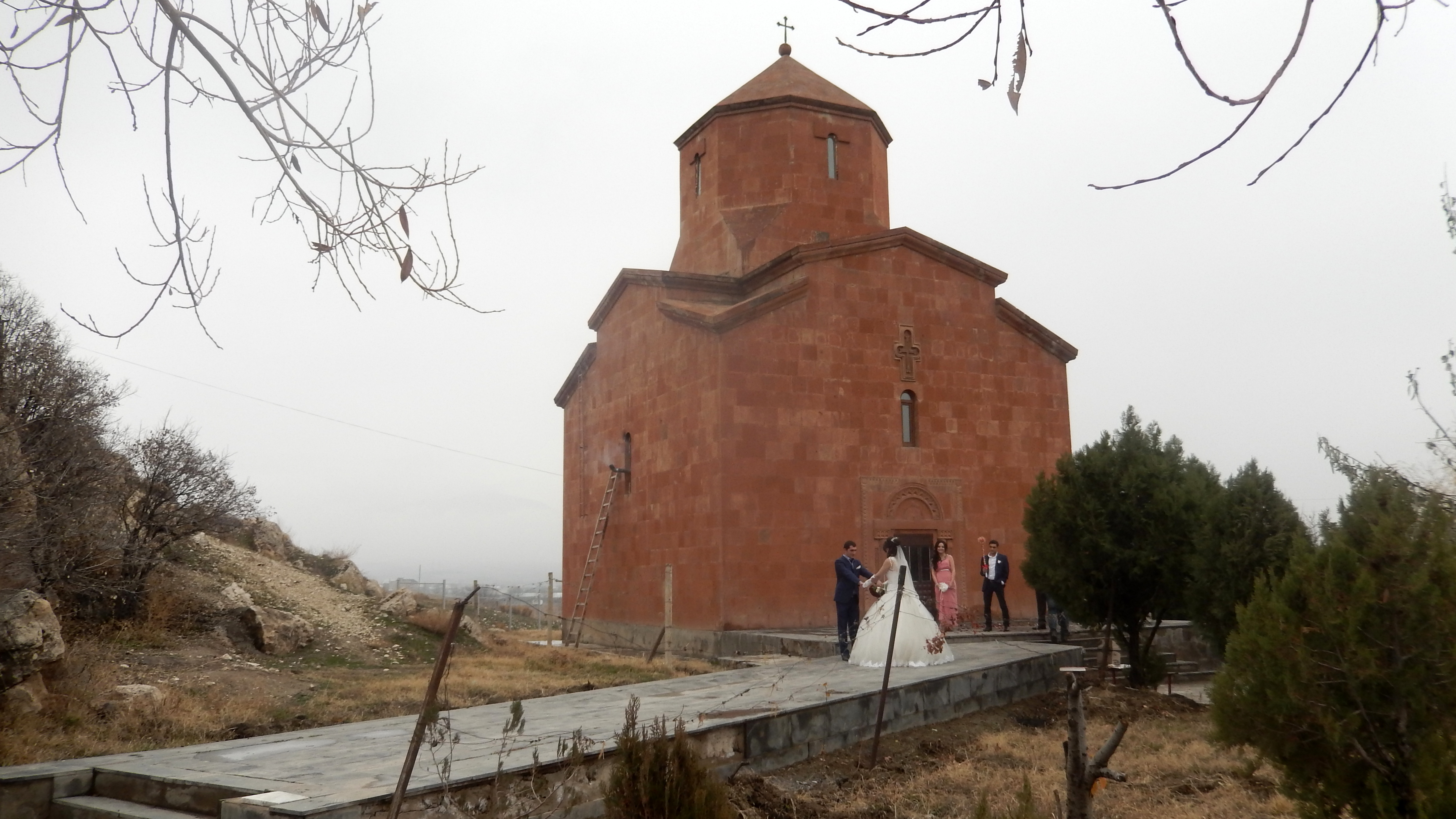
Església de Sant Astvatsatsin de Veri

La casa de la cultura de Vedi s'inaugurà a la dècada de 1930. el 2013 es va construir un nou edifici cultural. Té el seu propi grup de teatre, conjunt musical de folk, grup de dansa, banda musical i orquestra infantil. En els estius, la casa de la cultura organitza el festival "Musical Thursdays of Vedi" a l'amfiteatre descobert del parc central de la ciutat.
El 1935 es va obrir la biblioteca pública Paruyr Sevak. La ciutat també té una escola d'art i una escola de música.

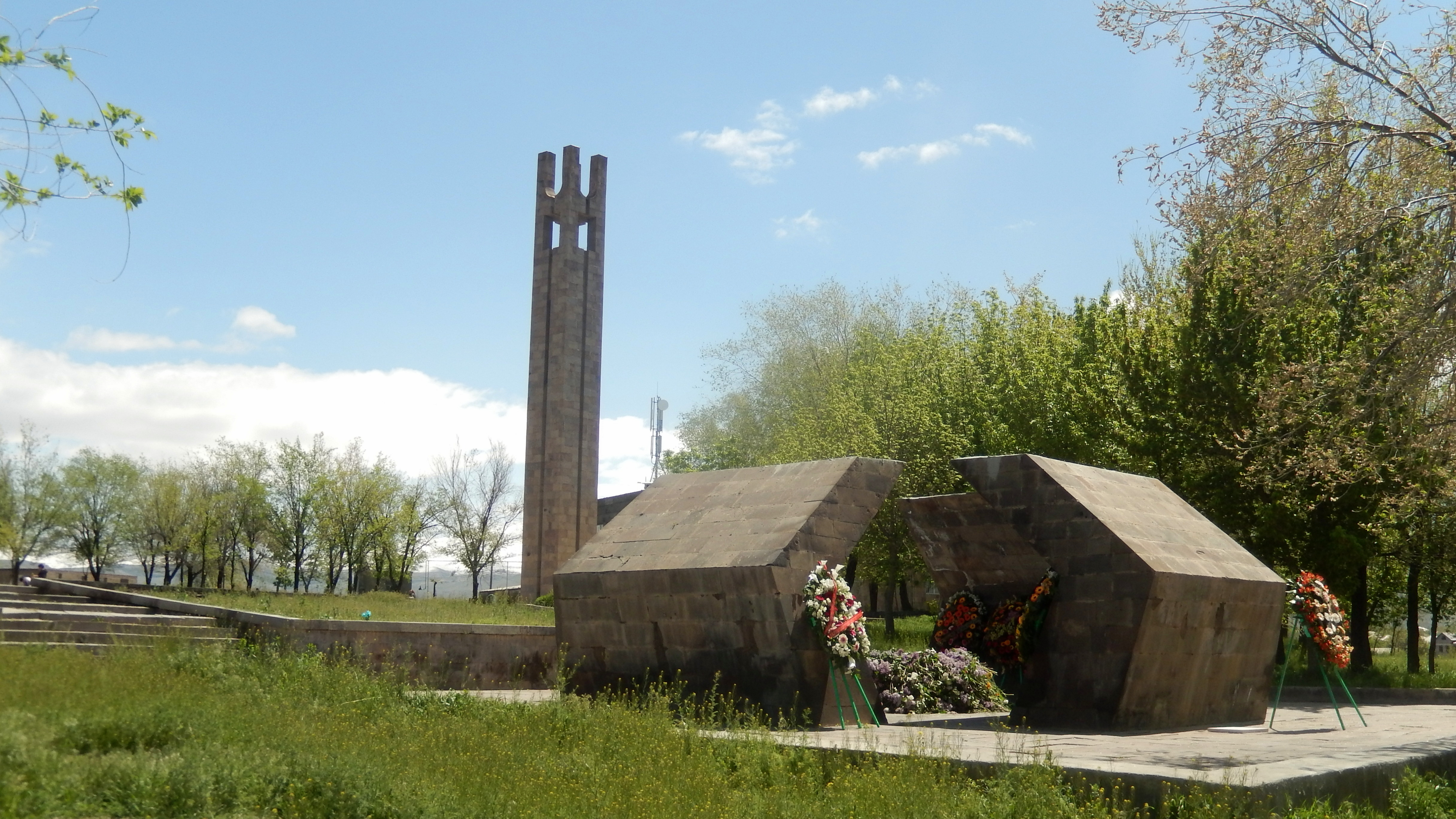
Memorial del genocidi armeni de Vedí

A Vedi hi ha l'església de  Sant Astvatsatsin. També hi ha una gran estàtua sobre el símbol de Vedi que fou eregit el 1986 i un memorial del Genocidi armeni, erigit el 1977.

## Transports

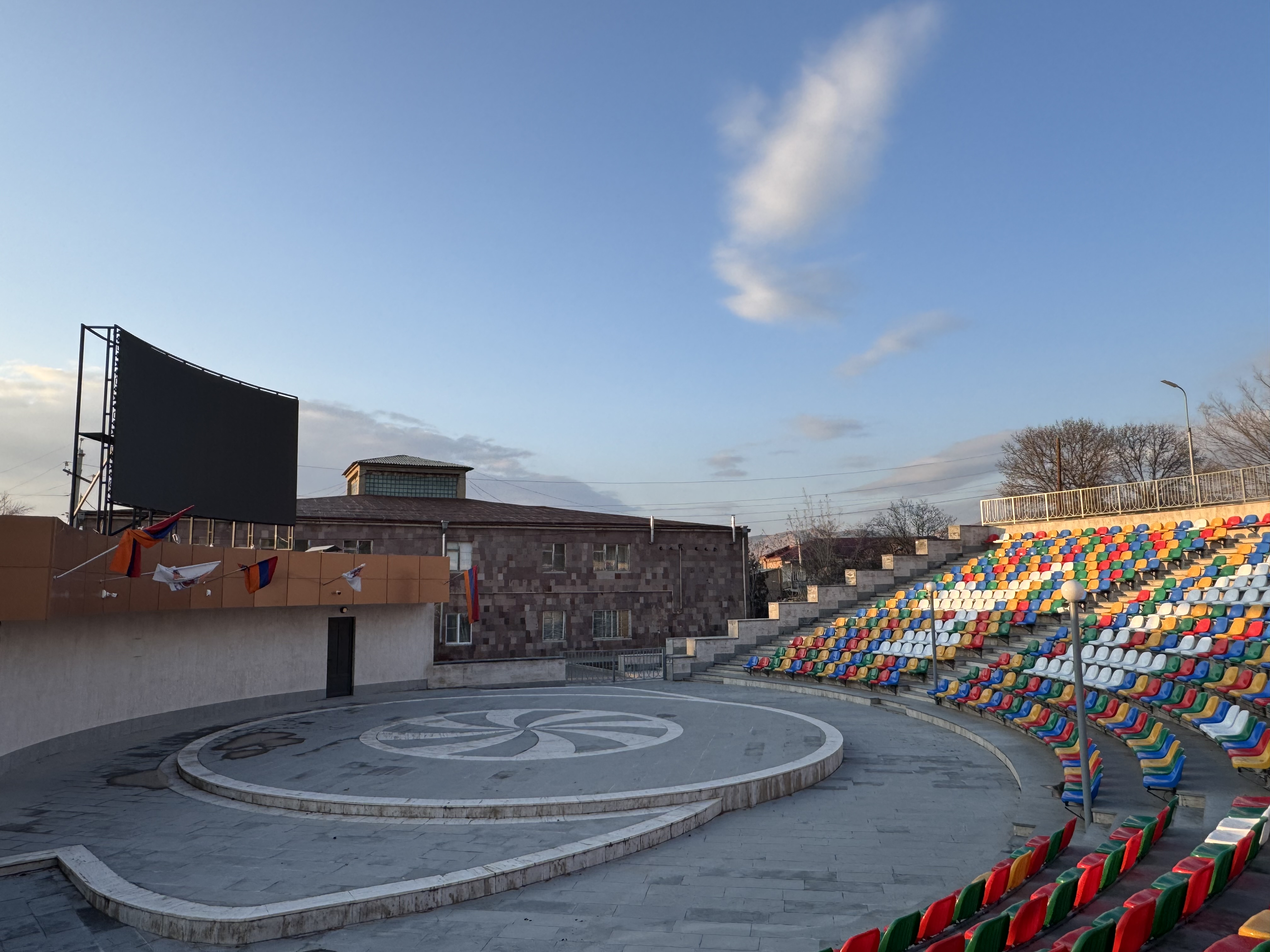
Amfiteatre a l'aire lliure de Vedi

Vedí està localitzada a 7 km a l'est de la carretera M-2 d'Armènia. La carretera H-10 connecta la ciutat amb l'autopista i amb la Província de Vaiots Dzor. Vedí està connectada amb Yerevan amb transport públic amb minibusos regulars.

## Economia
Vedí i els seus voltants és un centre agrícola destacat. Gran part de la seva població viu en el sector agrícola. Entre els seus productes, destaca l'albercoc i el ví semi-dolç anomenat Vernashen.

## Educació
El 2017 Vedi tenia 2 escoles primàries, un institut de secundària i 4 llars d'infants.

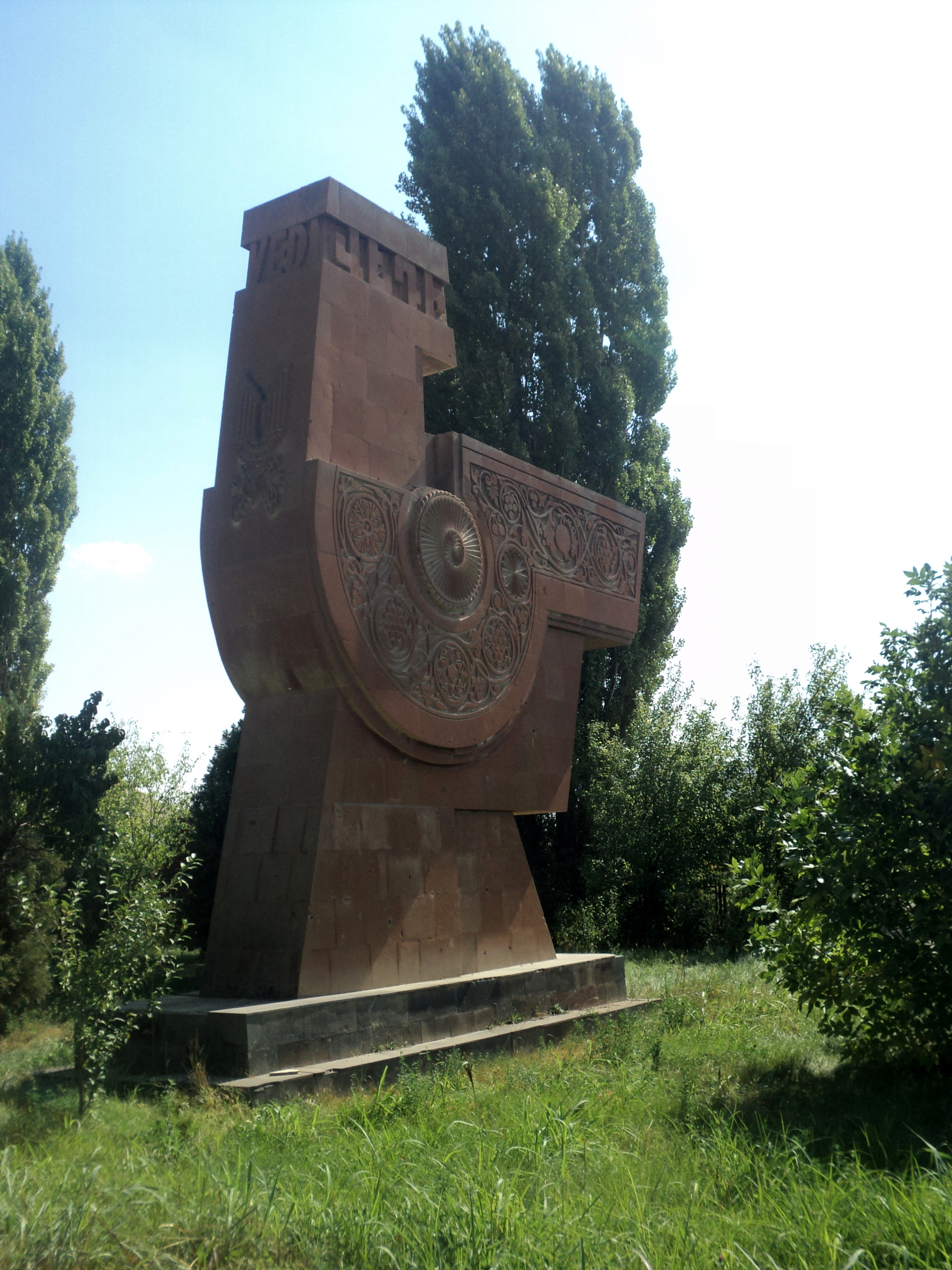
Estàtua del símbol de Vedí

## Esports
L'esport més popular de la ciutat és el futbol. La ciutat té una escola municipal d'esports.

## Personalitats notables
- Armen Mkrchyan, medallista de plata olímpic de lluita.
- Farman Karimade, escriptor azerí, guionista, director i productor de cinema.
- Narek Baveyan, actor i cantant armeni.
- Gevorg Karapetyan, antic futbolista